# NGC 1884
NGC 1884 је ознака објекта на координатама са ректансцензијом 5h 15m 58,0s и деклинацијом - 66° 9" 48'. Открио га је Џон Хершел, 3. јануара 1837. Каснијим посматрањима на том положају није уочен никакав астрономски објекат.